# 돌니쿠빈구

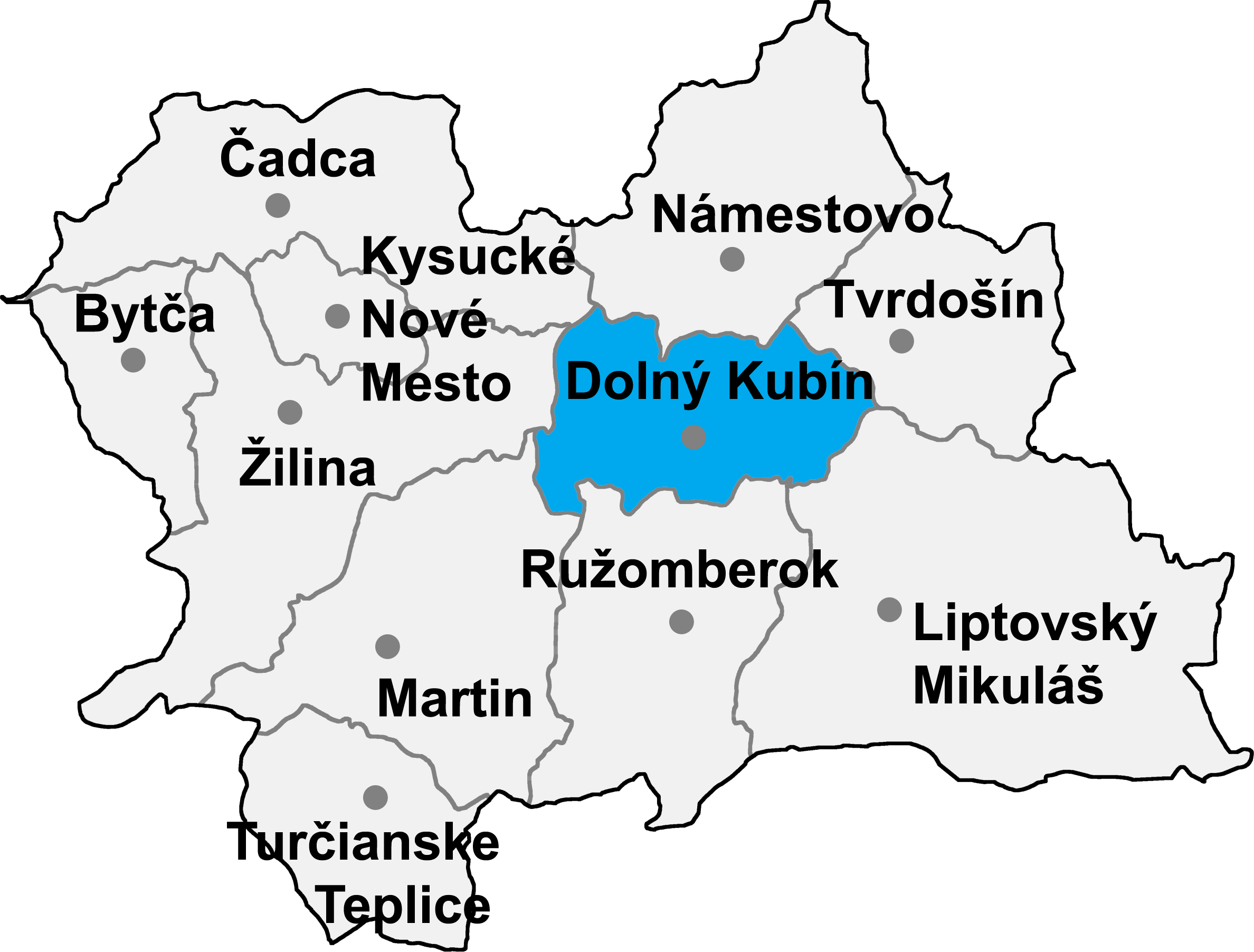
돌니쿠빈구의 위치

돌니쿠빈구(슬로바키아어: Okres Dolný Kubín)는 슬로바키아 질리나주를 구성하는 11개 구 가운데 하나로 행정 중심지는 돌니쿠빈이며 면적은 491.87km2, 인구는 39,469명(2014년 기준), 인구 밀도는 80.24명/km2이다.
질리나주 중부에 위치하며 24개 지방 자치체(1개 시, 23개 마을)를 관할한다. 북서쪽으로는 차트차구, 북쪽으로는 나메스토보구, 동쪽으로는 트브르도신구, 남동쪽으로는 립토우스키미쿨라시구, 남쪽으로는 루좀베로크구, 남서쪽으로는 마르틴구, 서쪽으로는 질리나구와 접한다.